# Ulica Człuchowska w Warszawie
Ulica Człuchowska – ulica w dzielnicach Bemowo i Wola w Warszawie.

## Historia
Ulica powstała wraz z Miastem-Ogrodem Jelonek w latach 20. XX wieku. Na zdjęciu lotniczym z 1945 widoczna jest jako droga ubita biegnąca jako przedłużenie obecnej ulicy Szulborskiej, a więc od ówczesnej granicy miasta, na zachód do obecnej ulicy Świetlików, aby kontynuować bieg na północny zachód i dobiec do obecnej ulicy Lazurowej. Jej przedłużeniem na zachód była obecna ul. Batalionów Chłopskich.
Ulica na całej swojej ówczesnej długości została włączona do Warszawy dnia 15 maja 1951 pod stosowaną wtedy nazwą ulica Żeromskiego. Ponieważ nazwa ta występowała kilkukrotnie na rozszerzonym obszarze miasta, uchwałą Rady Narodowej m.st. Warszawy z dnia 20 maja 1954 nadano drodze obecnie obowiązującą nazwę ulica Człuchowska. Nazwa upamiętnia Człuchów, miasto w południowej części województwa pomorskiego.
Od czasu wytyczenia ulicy przebieg jej wschodniej części w praktyce nie zmienił się, oprócz przerwania jej w rejonie ulic Rzędzińskiej i Wincentego Pola przez oddaną do użytku 17 października 1951 linię kolejową nr 509 (Warszawa Gdańska – Warszawa Główna Towarowa). Część ulicy na zachód od ul. Świetlików natomiast została wyprostowana w latach 70. XX wieku podczas zabudowy Jelonek i została skierowana do ul. Lazurowej na zachód, gdzie kończyła bieg.
Autobusy miejskie ruszyły ulicą po raz pierwszy 5 stycznia 1978 – była to linia 305 skierowana do znajdującej się w pobliżu skrzyżowania ulic Człuchowskiej i Rozłogi pętli Osiedle Lazurowa. 25 marca 1979, po zakończeniu budowy dwujezdniowego odcinka ulicy o dwóch pasach ruchu w każdym kierunku pomiędzy ulicami Powstańców Śląskich i Lazurową, na cały nowy odcinek skierowana została komunikacja autobusowa. Od 1980 przy ulicy funkcjonuje hala targowa Wola.
9 listopada 2023 zostało wydane zezwolenie na realizację inwestycji drogowej polegającej na przedłużeniu ulicy na zachód, pomiędzy ulicami Lazurową i Szeligowską. W umowie zawartej z miastem do wybudowania tego odcinka ulicy zobowiązali się deweloperzy realizujący osiedla mieszkaniowe w pobliżu. Uchwałą Rady m.st. Warszawy z dnia 14 marca 2024 nadano nazwę ulica Człuchowska znajdującemu się w budowie 190-metrowemu odcinkowi drogi pomiędzy ulicami Lazurową i Żeńców.

## Przebieg
Ulica rozpoczyna się jako wąska jednojezdniowa ulica na przedłużeniu ulicy Szulborskiej, na wysokości budynku przy ul. Józefa Sowińskiego 53E. Od listopada 2016 ulica kończy się ślepo na granicy Bemowa i Woli i nie jest możliwe kontynuowanie przejazdu w kierunku wschodnim do ul. Szulborskiej. Następnie krzyżuje się z ulicami: Znaną, Boznańskiej, Stromą i W. Pola. Urywa się przed torami kolejowymi linii nr 509, by pojawić się ponownie po drugiej stronie, gdzie krzyżuje się z ulicami: Rzędzińską, Joyce’a, Oświatową, Anieli Krzywoń, Kruszyńską, ponownie Anieli Krzywoń oraz Gimnazjalną, po czym dochodzi do skrzyżowania z ul. Powstańców Śląskich. Za skrzyżowaniem zbudowana jest dalej jako szeroka, dwujezdniowa arteria o dwóch pasach ruchu w każdym kierunku, krzyżując się z ulicami: Drogomilską, Okoliczną, Świetlików, Raginisa, Drzeworytników, Okrętową, Siemiatycką, Karabeli i Rozłogi. Kończy bieg skrzyżowaniem z ul. Lazurową, ale budowane jest jej przedłużenie do ul. Szeligowskiej.

## Ważniejsze obiekty
- hala targowa Hala Wola (skrzyżowanie z ulicą Powstańców Śląskich)

## Komunikacja miejska
Na Człuchowskiej znajdują się 4 zespoły przystankowe: Hala Wola, Raginisa, Rozłogi i Człuchowska, a na odcinku między ul. Powstańców Śląskich i Lazurową na obu jezdniach wytyczony jest buspas.